# Copia Corona
La Copia Corona è una struttura geologica della superficie di Venere.